# Pierre Clouée
La Pierre Clouée, connue aussi sous les noms de Pierre Fritte, Pierre Fiche, Quille du Bon Dieu, Pierre qui Fuit,  est un menhir situé sur la commune de Nanteau-sur-Lunain dans le département de Seine-et-Marne.

## Historique
L'édifice est classé au titre des monuments historiques en 1889.

## Description
Le menhir est constitué d'une grande dalle en grès de 4,20 m de hauteur, 1,50 m de largeur et 1,20 m d'épaisseur, de section rectangulaire à la base et au sommet pointu.

## Folklore
Son nom de « Pierre Clouée » viendrait de la tradition populaire qui consistait à enfoncer des clous dans les anfractuosités de la roche dans un but votif ou prophylactique. Selon Armand Viré, les paysans amenaient près de la pierre des animaux ou des personnes malades et les faisaient tourner trois ou sept fois autour tout en prononçant une formule magique. Puis, ils plantaient un clou dans la roche que l'on brisait au ras de la surface ou bien auquel étaient suspendues des plantes spécifiques (verveine, euphorbe) ou des boulettes de terre.
Selon une autre tradition, Saint-Georges rencontra Satan dans la vallée de la Lunain et lui proposa de jouer au palet toutes les âmes que celui-ci avait gagnées dans la journée. Saint-Georges dressa une quille, et jeta son palet près de la pierre ainsi dressée, tandis que celui du diable atterrit beaucoup plus loin et garda imprimé dans la roche la trace de ses doigts crochus, pierre connue depuis lors sous le nom de la Roche au Diable à Paley.